# Містер Андерсон
Кеннет Андерсон (англ. Kenneth Anderson, *— 6 березня 1976 року) — американський професійний реслер, виступає у TNA Wrestling (TNA) під ім'ям Містер Андерсон. З 2005 по 2009 роки виступав у WWE  під ім'ям Містер Кеннеді.
До вступу в WWE, Андерсон виступав в незалежних промоушену в яких виграв безліч титулів. У 2005 році підписав контракт з підрозділом WWE Ohio Valley Wrestling (OVW).
У серпні 2005 року відбувся його дебют в бренді SmackDown!. У вересні 2006 року він завоював свій перший титул в WWE - чемпіона США WWE, який утримував місяць. У 2007 році Андерсон став переможцем битви "зірви банк" на Wrestlemania 23. 29 травня 2009 був звільнений з WWE. З 2010 року виступає у TNA.Андерсон декілька разів змагався за титули у TNA.У 2011 році двічі вигравав титул чемпіона світу у важкій вазі TNA.
Наприкінці 2012 став членом групи 'Тузи І Вісімки'.
Титули і Нагороди
TNA чемпіон світу